# Igor Bouldakov
Igor Vassilievitch Bouldakov (russe : Игорь Васильевич Булдаков), né le 26 août 1930 et mort le 30 avril 1979, est un rameur d'aviron soviétique.
Aux Jeux olympiques d'été de 1956 à Melbourne, il remporte avec Viktor Ivanov la médaille d'argent en deux sans barreur.
Il est le mari de la joueuse de volley-ball Lioudmila Bouldakova.